# Hypomecis sulawesensis
Hypomecis sulawesensis är en fjärilsart som beskrevs av Sato 1990. Hypomecis sulawesensis ingår i släktet Hypomecis och familjen mätare. Inga underarter finns listade i Catalogue of Life.